# Парфенюк Олена Борисівна
Парфенюк Олена Борисівна — українська кінознавиця. Заслужена працівниця культури України (2000).

## Біографічні відомості
Народилася 7 грудня 1947 р. у м. Луцьк, Волинська область в родині робітника. Дочка художниці по гриму Парфенюк Олени Павлівни.
Закінчила кінознавчий факультет Київського державного інституту театрального мистецтва ім. І.Карпенка-Карого (1974).
З 1971 р. працює завідувачкою секретаріатом в Спілці кінематографістів України.
Виступає зі статтями з питань кіномистецтва.
Співавтор сценарію з Т. Дерев'янко мультфільму «Щасливий принц» (1990, за казкою О. Уайльда; реж. Л. Зарубін).
Зібрала матеріал до книги «Будем жить!» (1995, у співавт. з Т. Дерев'янко).
Член Національної Спілки кінематографістів України.
З 27 червня по 28 серпня 2017 року тимчасово виконувала обов'язки Голови Спілки працівників кіно та телебачення (НСКУ). 